# Mouton Cadet

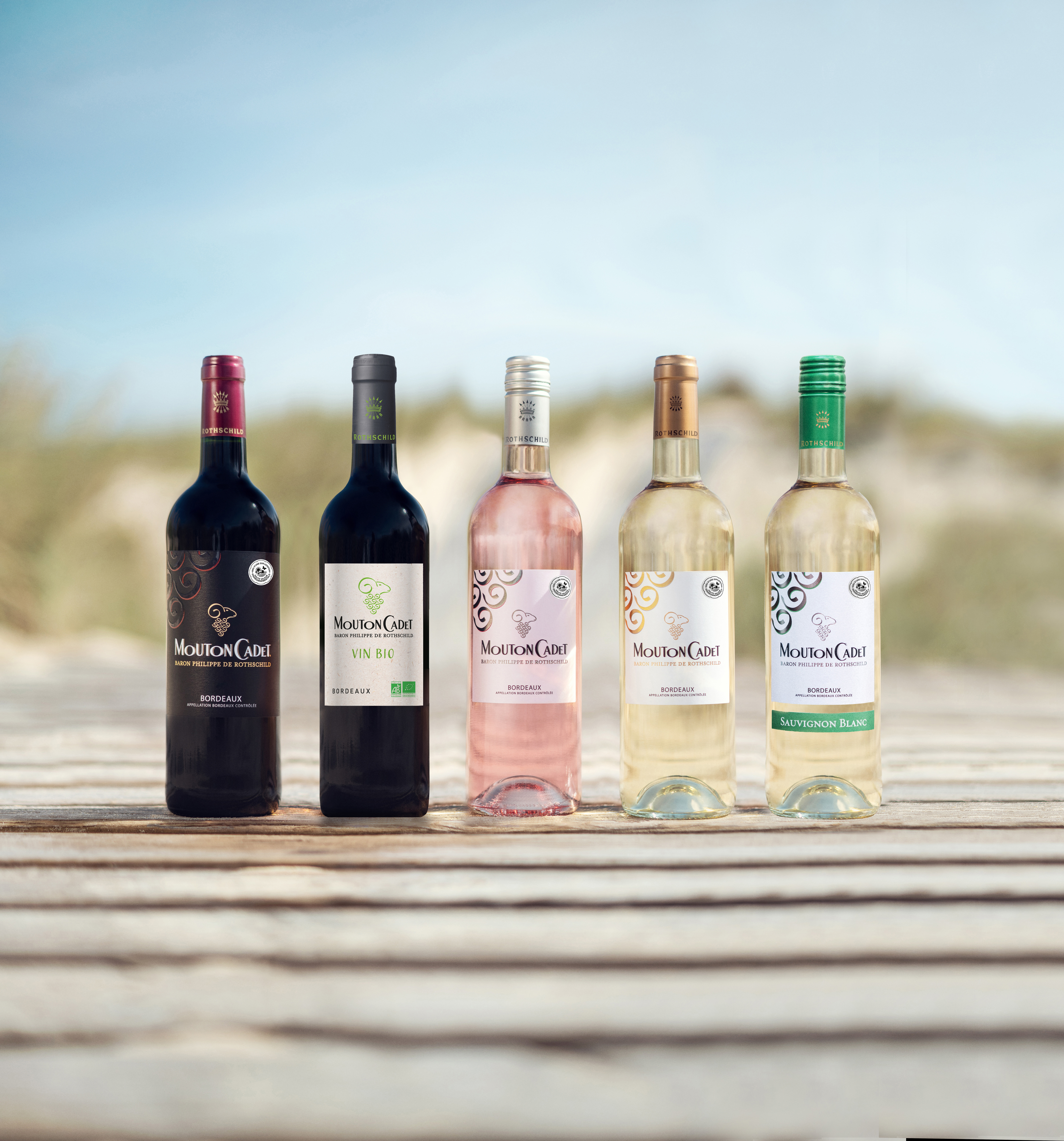
Vijf soorten Mouton Cadet

Mouton Cadet is een Frans wijnmerk dat Bordeauxwijn produceert uit verschillende druivenrassen. Het wordt wel gezien als het meest succesvolle Bordeauxmerk. Dit merk werd in 1930 opgezet door Philippe de Rothschild en komt voort uit het wijnhuis Château Mouton-Rothschild.
Sinds 1947 valt Mouton Cadet onder de Appellation d'Origine Contrôlée van de Bordeauxwijnen. Mouton Cadet levert zowel rode, witte als roséwijn. Daarnaast levert men biologische wijnen.